# Hans Raß
Hans Raß (* 13. Juni 1911 in Riedenburg; † 11. April 1997 in Amberg) war ein bayerischer Landrat und Landtagsabgeordneter der CSU.

## Leben
Raß wurde als Sohn eines Justizoberinspektors geboren. Er wuchs in Amberg auf. Nach dem Abitur am Erasmus-Gymnasium Amberg nahm er 1931 das Studium der Rechtswissenschaften in München und Erlangen auf und wurde Mitglied der katholischen Studentenverbindungen K.St.V. Albertia München und Rhenania Erlangen im KV. Zum 1. Mai 1935 trat er der NSDAP bei (Mitgliedsnummer 3.618.561). 1936 promovierte er an der Universität Erlangen. 1939 erfolgte der Abschluss der zweiten juristischen Staatsprüfung. 1941 wurde er zur Wehrmacht eingezogen, wo er in der Luftwaffe diente. Nach Kriegsende kam er bis 1948 in englische Kriegsgefangenschaft, danach war er ab 1948 als Rechtsanwalt in Amberg tätig. 1954/65 wurde er Kreisvorsitzender des CSU-Kreisverbandes Amberg-Stadt. 
Hans Raß war von 1950 bis 1970 Mitglied des Bayerischen Landtages, 1958 wurde er als Nachfolger von Martin Winkler Landrat des  Landkreises Amberg, ab 1972 des mit der Gebietsreform neu gegründeten Landkreis Amberg-Sulzbach. 1978 trat Hans Wagner seine Nachfolge an. Zu seinen großen Verdiensten als Landrat gehört es, in den Zeiten des Wiederaufbaus für die Wasserversorgung des Unteren  Vilstals gesorgt zu haben, ferner förderte er besonders Infrastruktur, Wirtschaft und  Fremdenverkehr.